# Johan Ottosen
Søren Johan Ottosen (født 31. januar 1859 i Hylke, Danmark, død 10. marts 1904 i København) var en dansk lærer, forfatter og folketingsmedlem. Han skrev teksten til "Det haver så nyligen regnet" i 1890.
Han blev student fra Horsens Latinskole i 1878 og var efterfølgende med til at stifte både Studentersamfundet og Studentersamfundets Sønderjyske Samfund (4S), hvor han var formand for førstnævnte forening fra 1896-1897. Fra 1885 til 1899 var han lærer ved Efterslægtens Skole. Fra 1893 var han inspektør for den sproglig-historiske afdeling.
Herefter var han medlem af Folketinget for Venstrereformpartiet valgt i Frederiksberg I-kredsen fra 1901 til 1903. Ved folketingsvalget i 1901 vandt han over kredsens siddende folketingsmedlem, fysikeren H.O.G. Ellinger fra Højre, men Ellinger vandt ved valget i 1903 over Ottosen.
I 1900 blev han leder af Det Nordiske Forlags pædagogiske afdeling. Som forfatter skrev han flere lærebøger, heraf blandt andet "Lærebog i Nordens Historie til Brug for den højere Undervisning".
Han blev gift første gang i 1885 med Johanne Ernestine Augusta Carstens (1861-1886), men ægteskabet varede kun 14 måneder før hun døde. Ottosen blev gift anden gang i 1890 med forfatteren Martha Ottosen (født Anna Martha Thyra Johannsen, 1866-1928). Martha Ottosen var datter af redaktør af Flensborg Avis og medlem af den tyske rigsdag Gustav Johannsen (1840-1901). Hun skrev adskillige romaner og teaterstykker samt manuskriptet til stumfilmen Bristede Strenge (1913).